# Taça de Portugal 1956/57
Die Taça de Portugal 1956/57 war die 17. Austragung des portugiesischen Pokalwettbewerbs. Er wurde vom portugiesischen Fußballverband ausgetragen. Das Finale fand am 2. Juni 1957 im Estádio Nacional von Oeiras statt. Pokalsieger wurde der Benfica Lissabon, der sich im Finale gegen den SC Covilhã durchsetzte.
Bis zum Halbfinale wurden alle Begegnungen in Hin- und Rückspiel ausgetragen. Bei Gleichstand in den beiden Spielen gab es ein Entscheidungsspiel.

## Teilnehmende Teams
| Primeira Divisão (14) | Segunda Divisão (22) | Madeira-Meister (1) |
| --- | --- | ------------------- |
| - Académica de Coimbra - Atlético CP - FC Barreirense - GD da CUF Barreiro - Belenenses Lissabon - Benfica Lissabon - Caldas SC - SC Covilhã - Clube Oriental de Lisboa - Lusitano GC Évora - FC Porto - Sporting Lissabon - SC União Torreense - Vitória Setúbal | - Almada AC - CD Arroios - Boavista Porto - GD Chaves - CD Beja - GD Estoril Praia - SC Espinho - Gil Vicente FC - Juventude Évora - Leixões SC - SGS Leões Santarém - AC Marinhense - SC Olhanense - SL Olivais - GD Peniche - CD Portalegrense - Portimonense SC - AD Sanjoanense - FC Tirsense - União de Coimbra - União de Montemor - SC Vianense | - Marítimo Funchal  |

## 1. Runde
In dieser Runde traten die 22 Vereine der Segunda Divisão gegeneinander an. Die Hinspiele fanden am 17. März 1957 statt, die Rückspiele am 24. März 1957.
|                   | Gesamt |                    | Hinspiel | Rückspiel |
| ----------------- | ------ | ------------------ | -------- | --------- |
| GD Peniche        | 2:4    | AD Sanjoanense     | 2:2      | 0:2       |
| SC Olhanense      | 1:4    | Juventude Évora    | 0:1      | 1:3       |
| AC Marinhense     | 3:6    | SGS Leões Santarém | 2:2      | 1:4       |
| Boavista Porto    | 4:2    | GD Estoril Praia   | 3:1      | 1:1       |
| CD Portalegrense  | 3:6    | Leixões SC         | 1:2      | 2:4       |
| Portimonense SC   | 3:7    | CD Arroios         | 2:1      | 1:6       |
| SC Vianense       | 2:1    | União de Coimbra   | 1:1      | 1:0       |
| União de Montemor | 5:4    | CD Beja            | 3:2      | 2:2       |
| SC Espinho        | 4:7    | Gil Vicente FC     | 4:3      | 0:4       |
| SL Olivais        | 7:4    | GD Chaves          | 3:1      | 4:3       |
| Almada AC         | 6:5    | FC Tirsense        | 3:2      | 3:3       |

## 2. Runde
In dieser Runde kamen die neun Vereine der Primeira Divisão hinzu, die die Saison mit Platz 6 bis 14 abschlossen. Die Hinspiele fanden am 7. April 1957 statt, die Rückspiele am 14. April 1957.
|                          | Gesamt |                      | Hinspiel | Rückspiel |
| ------------------------ | ------ | -------------------- | -------- | --------- |
| Gil Vicente FC           | 0:7    | AD Sanjoanense       | 0:3      | 0:4       |
| Boavista Porto           | 3:4    | FC Barreirense       | 1:3      | 2:1       |
| Juventude Évora          | 1:3    | CD Arroios           | 0:0      | 1:3       |
| SGS Leões Santarém       | 0:4    | Académica de Coimbra | 0:0      | 0:4       |
| União de Montemor        | 01:12  | SC Covilhã           | 1:6      | 0:6       |
| Clube Oriental de Lisboa | 4:5    | Caldas SC            | 4:3      | 0:2       |
| Atlético CP              | 7:1    | SL Olivais           | 5:0      | 2:1       |
| Leixões SC               | 3:6    | Vitória Setúbal      | 3:4      | 0:2       |
| AD Sanjoanense           | 3:7    | SC Vianense          | 1:3      | 2:4       |
| GD da CUF Barreiro       | 3:3    | Almada AC            | 1:1      | 2:2       |

### Entscheidungsspiel
|                    | Ergebnis |           |
| ------------------ | -------- | --------- |
| GD da CUF Barreiro | 3:1      | Almada AC |

## Achtelfinale
In dieser Runde kamen die neun Vereine der Primeira Divisão hinzu, die die Plätze 1 bis 5 belegten, sowie der Madeira-Meister. Die Hinspiele fanden am 18. und 21. April 1957 statt, die Rückspiele am 21. und 25. April 1957.
|                    | Gesamt |                      | Hinspiel | Rückspiel |
| ------------------ | ------ | -------------------- | -------- | --------- |
| FC Porto           | 10:10  | CD Arroios           | 5:0      | 5:1       |
| GD da CUF Barreiro | 1:4    | SC União Torreense   | 1:2      | 0:2       |
| Benfica Lissabon   | 3:0    | Caldas SC            | 0:0      | 3:0       |
| Lusitano GC Évora  | 6:7    | SC Covilhã           | 4:0      | 2:7       |
| Sporting Lissabon  | 4:3    | Atlético CP          | 3:1      | 1:2       |
| Vitória Setúbal    | 4:3    | Belenenses Lissabon  | 3:1      | 1:2       |
| SC Vianense        | 3:9    | FC Barreirense       | 3:3      | 0:6       |
| Marítimo Funchal   | 5:6    | Académica de Coimbra | 2:2      | 3:4       |

## Viertelfinale
Die Hinspiele fanden am 25. und 28. April 1957 statt, die Rückspiele am 28. April und 5. Mai 1957.
|                    | Gesamt |                      | Hinspiel | Rückspiel |
| ------------------ | ------ | -------------------- | -------- | --------- |
| FC Porto           | 1:3    | SC Covilhã           | 1:2      | 0:1       |
| Sporting Lissabon  | 1:2    | Vitória Setúbal      | 0:0      | 1:2       |
| SC União Torreense | 3:3    | Benfica Lissabon     | 1:1      | 2:2       |
| FC Barreirense     | 8:7    | Académica de Coimbra | 5:2      | 3:5       |

### Entscheidungsspiel
Das Spiel fand am 9. Mai 1957 statt.
|                  | Ergebnis |                    |
| ---------------- | -------- | ------------------ |
| Benfica Lissabon | 4:0      | SC União Torreense |

## Halbfinale
Die Hinspiele fanden am 12. Mai 1957 statt, die Rückspiele am 19. Mai 1957.
|                | Gesamt |                  | Hinspiel | Rückspiel |
| -------------- | ------ | ---------------- | -------- | --------- |
| SC Covilhã     | 3:1    | Vitória Setúbal  | 3:0      | 0:1       |
| FC Barreirense | 0:5    | Benfica Lissabon | 0:1      | 0:4       |

## Finale
| Paarung          | Benfica Lissabon – SC Covilhã |
| Ergebnis         | 3:1 (2:1) |
| Datum            | 2. Juni 1957 |
| Stadion          | Estádio Nacional, Oeiras |
| Schiedsrichter   | Francisco Guerra |
| Tore             | 1:0 Félix Salvador (12.) 2:0 José Aguas (15.) 2:1 Fernando Pires (19.) 3:1 Mário Coluna (87.) |
| Benfica Lissabon | José Bastos – Jacinto Marques , Zézinho, Ângelo Martins, Manuel Serra – Francisco Palmeiro, Mário Coluna, Domiciano Cavém, Leonel Pegado – Félix Salvador, José Águas Cheftrainer: Otto Glória ( Brasilien)               |
| SC Covilhã       | Zé Rita – Hélder Toledo, Jorge Nicolau, António Lourenço – Pedro Martín, Francisco Manteigueiro, Victoriano Suárez, Amilcar Cavém – Fernando Cabrita, Carlos Ferreira , Fernando Pires Cheftrainer: João Tavares da Silva |